# 知识就是力量

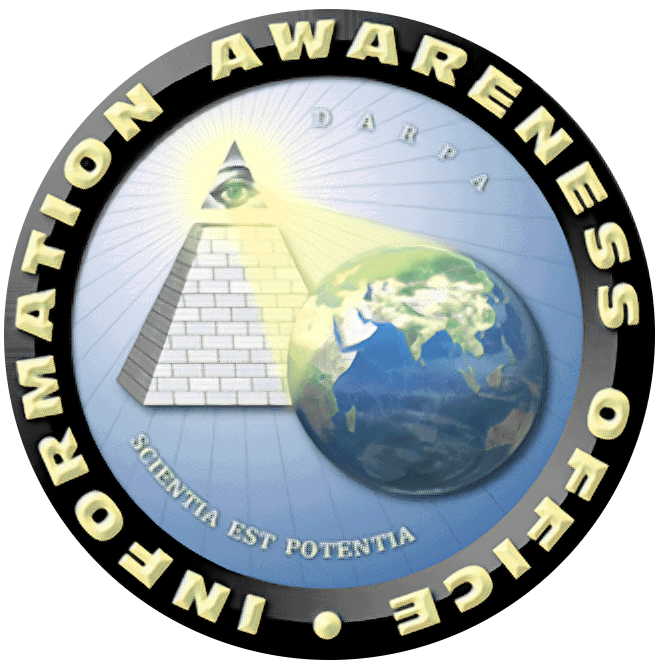
整体情报识别办公室印章上的座右铭是 “科学就是力量”（scientia est potentia）

知识就是力量（拉丁語：scientia potentia est）是一句拉丁语格言，通常认为是英国哲学家弗兰西斯·培根所说，虽然培根的著作中并没有完全相同的说法。培根的著作《沉思录》（Meditationes Sacrae，1597年）中有“知识本身是力量”（psa scientia potestas est）的说法。首次以“知识就是力量”的形式出现是在托马斯·霍布斯的1668年版《利维坦》一书中。霍布斯年轻时曾担任过培根的秘书。